# Балакирев, Владимир Фёдорович
Влади́мир Фёдорович Бала́кирев (2 мая 1933, посёлок Тыгда, Магдагачинский район, Амурская область — 6 апреля 2022, Екатеринбург) — советский и российский учёный-металлург, физикохимик, специалист в области кинетики и термодинамики. Член-корреспондент РАН (1997). Лауреат Государственной премии РФ в области науки и техники.

## Биография
Родился в пос. Тыгда (ныне село Тыгда) Амурской области. Окончил Уральский политехнический институт (1956).
С 1956 года в Институте металлургии Уральского отделения АН СССР (РАН): аспирант, младший научный сотрудник, старший научный сотрудник, заведующий лабораторией.
Был инициатором создания движения советов молодых учёных в научных и проектно-конструкторских учреждениях. Являлся членом президиума и заместителем председателя Свердловского областного совета научно-технических обществ по работе с молодёжью. Участник Евразийского научно-исследовательского института человека.
Скончался 6 апреля 2022 года, похоронен на Восточном кладбище Екатеринбурга.

### Научная деятельность
Специалист в области кинетики и термодинамики, окислительно-восстановительных реакций в оксидных системах, кристалохимии, равновесных и метастабильных фаз.
Разработал ряд новых неорганических функциональных оксидных материалов (в том числе ферриты, манганиты, алюминаты, титанаты, ванадиты, хромиты, высокотемпературные сверхпроводники и т. д.) и технологии переработки полиметаллического сырья.
Доктор химических наук (1975), профессор (1991).
Заслуженный деятель науки и техники Российской Федерации (1996). Награждён медалями. Воспитал 5 докторов и 20 кандидатов наук.
Опубликовал 10 монографий, автор 2 зарегистрированных открытий, 14 авторских свидетельств и 10 патентов на изобретения.
Сочинения:
- Термодинамикапроцессов восстановления окислов металлов. М., 1970 (в соавт.)
- Термодинамика и кинетика фотографического процесса. Свердловск, 1989

## Награды
- Государственная премия РФ 2003 года в области науки и техники за цикл работ «Фундаментальные основы синтеза оксидных функциональных материалов (ферритов, манганитов, купратов)» в составе авторского коллектива.
- Почётная грамота президиума АН СССР (1974)
- Благодарности президента РАН (1999) и председателя Уральского отделения РАН (2002)
- Грамота Всесоюзного химического общества им. Д. И. Менделеева (1971)
- Диплом МАИК «Наука» (2002) за лучшие публикации
- Медаль им. академика Н. С. Курнакова (2007) и Н. Н. Семёнова (2009)
- Заслуженный деятель науки и техники Российской Федерации (1996)